# Bruno Amione
Bruno Agustín Amione (ur. 3 stycznia 2002 w Calchaquí) – argentyński piłkarz pochodzenia włoskiego występujący na pozycji środkowego lub bocznego obrońcy, od 2024 roku zawodnik meksykańskiego Santosu Laguna.